# Липове (Донецький район)
Ли́пове — село Макіївської міської громади Донецького району Донецької області, Україна. Населення становить 115 осіб. Відстань до Макіївки становить близько 15 км і проходить автошляхом місцевого значення.

## Географія
Селом тече Балка Велика Липова і впадає у річку Кринку.

## Населення

### Мова
Розподіл населення за рідною мовою за даними перепису 2001 року:
| Мова       | Кількість | Відсоток |
| ---------- | --------- | -------- |
| російська  | 70        | 60.87%   |
| українська | 45        | 39.13%   |
| Усього     | 115       | 100%     |

За даними перепису 2001 року населення села становило 115 осіб, із них 39,13 % зазначили рідною мову українську, 60,87 % — російську мову.